# Симеон (Михайлов)
Епи́скоп Симео́н (в миру Семён Миха́йлович Миха́йлов; 3 (15) февраля 1874, деревня Салагаево, Цивильский уезд, Казанская губерния — 14 мая 1943, село Абан, Красноярский край) — епископ Русской православной церкви, епископ Муромский, викарий Владимирской епархии.

## Биография
Родился 3 февраля 1874 года в деревне Салагаево Цивильского уезда (ныне Янтиковского района Чувашии) в чувашской крестьянской семье.
В 1897 году окончил Симбирскую духовную семинарию.
В том же году рукоположён в сан иерея и назначен священником-миссионером при Казанском Братстве Святого Гурия.
В 1918 году был священником 84-й пехотной дивизии. Активный участник подготовки съезда учителей в Казани в мае 1918 года. Оргбюро по подготовке к съезду собиралось в его квартире. Отступил из Казани с Белой армией на восток. Смог доставить в Уфу чувашский шрифт для возобновления там национальной чувашской газеты "Хыпар".  В октябре-ноябре 1918 года был редактором 9 номеров этой газеты, органа Центрального агитационного просветительно-культурного отдела Народной армии Комуча, имевшей в тот период резко антибольшевистский характер.  
С 1 декабря 1918 года назначен священником и ключарём Казанского кафедрального собора. 
3 (16) сентября 1923 года определён быть епископом Чебоксарским, викарием Казанской епархии
17 декабря 1923 года, по пострижении в монашество, хиротонисан во епископа Чебоксарского, викария Казанской епархии.
С 20 декабря 1924 года временно управлял Вятской епархией.
В начале 1926 года уклонился в григорианский раскол. В мае того же года он явился к митрополиту Сергию (Старогородскому) с повинной и принёс покаяние. Заместитель Патриаршего Местоблюстителя выдал ему особую бумагу, в которой указал, что епископ Симеон выполнил все требования и дальнейшему взысканию не подлежит. Оставлен управляющим Вятской епархией до 1928 года.
С 8 июня 1927 года — епископ Вольский, викарий Саратовской епархии.
С 25 сентября 1928 года — епископ Златоустовский, викарий Уфимской епархии.
В 1928—1929 годы — временно управляющий Челябинской.
С 12 июня 1931 года — епископ Ижевский.
С 13 мая 1932 года — епископ Каменский, викарий Донской епархии.
С 13 мая по июнь 1932 года — временный управляющий Донской епархией.
С 14 мая 1933 года — епископ Пугачёвский, викарий Саратовской епархии.
С 27 июня того же года — управляющий Сарапульской епархией. 22 ноября 1933 года — назначен епископом Сарапульским.
С 5 февраля 1935 года — епископ Челябинский и Миасский.
3 июля 1935 года назначен епископом Свердловским. Не был зарегистрирован властями.
С 12 ноября 1935 года — епископ Муромский, викарий Владимирской епархии.
С 23 октября 1937 года уволен на покой. Проживал на покое в Чувашии.
По некоторым данным в 1938—1939 годы был епископом Сарапульским.
5 мая 1940 года арестован по обвинению в том, что он "клеветал на законы советского правительства" и 2-го сентября 1940 года Особое совещание  при НКВД СССР приговорило его к 5 годам ссылки в Красноярский край.
Скончался 14 мая 1943 года в селе Абан Красноярского края.